# Гафири
Гафири (также Гафири или аль-Гафирия) — одна из двух основных племенных конфедераций Омана и Договорного Омана, другая — Хинави. Обе конфедерации заявляют о своём происхождении от племени бедуинов, а Гафири также прослеживают свои корни до племен Низари или Аднани. Обе группы оказывали поддержку правящим султанам для продвижения своих собственных интересов. Гафири — мусульмане-сунниты.

## История
Конфедерация Гафири имамата Ибади была основана в середине VIII века. В выборах нового имама, который выполнял функции «как светского, так и религиозного лидера общины», лидеры обеих конфедераций сыграли важную роль в управлении.[прояснить] Конфедерации Гафири и Хинавис существовали во время гражданских войн в Персии, возникших в результате вмешательства Надир-шаха в период между 1737-38 и 1742-44 гг. Конфедерации сыграли роль в политической истории Омана, при этом оманские племена были связаны с той или иной конфедерацией. Из-за поддержки Гафири Сайфа II ибн Султана в 1748 году произошло столкновение между двумя конфедерациями, в котором погибли лидеры обоих племён..
В конце XIX века Гафири, насчитывавшая около 20 000 человек, проживала в районах Берейми и Суареб. Племенами Гафири того времени были Наим, Бени Каиб, Бени Каттаб и Эль-Дарамике. Постоянная черта соперничества двух групп также проявлялась в поддержке, которую они оказывали правящим султанам для продвижения своих собственных интересов. Во время конфликтов между двумя группами и соперничества имама и султана британцы в конечном итоге сыграли посредническую роль, и это привело к созданию стабильного султаната в Омане, который просуществовал между 1920 и 1954 годами.

## Культура
Религиозная принадлежность Гафири — мусульмане-сунниты, придерживающиеся принципов ваххабитов. Наимы являются гафиритами по политическим взглядам.  Хотя соперничество между Гафири и Хинави продолжается и в наши дни, оно обычно ограничивается футбольными командами-соперниками.